# Gog (Biblia)

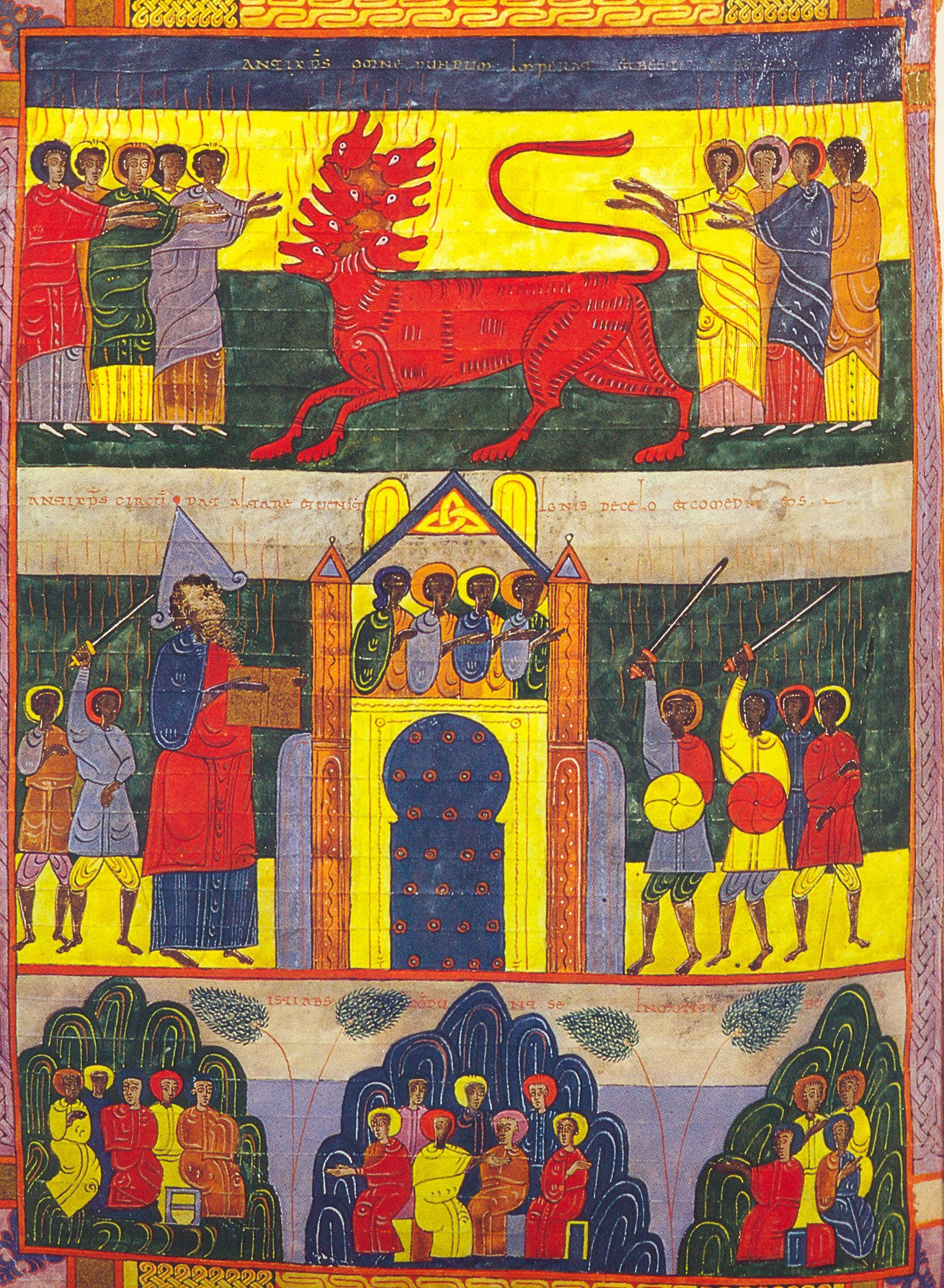
Beato de Facundo, manuscrito iluminado del, Gog y Magog aparecen en la franja del medio, a izquierda del falso profeta (personaje que lleva un libro).

Según la Biblia, Gog es un personaje apocalíptico que surge de las tierras de Magog  para guerrear contra Dios y su pueblo Israel al fin de los tiempos que viene descrito en Ezequiel y Apocalipsis. Y es también el nombre de otro personaje bíblico descendiente de Rubén,(1Cr 5:3, 4). 

La palabra de Yavé me fue dirigida en estos términos: Hijo de hombre, vuelve tu rostro hacia Gog y el país de Magog, príncipe supremo de Mesech y Túbal, y profetiza contra él.
Ezequiel, XXXVIII, 1, 2.

Y tú hijo de hombre, profetiza contra Gog. Dirás: Así dice el Señor Yavé: Aquí estoy contra ti, Gog, príncipe supremo de Mesech y Túbal.
Ezequiel, XXXIX, 1.

Cuando se terminen los mil años, será Satanás soltado de su prisión y saldrá a seducir a las naciones de los cuatro extremos de la tierra, a Gog y a Magog, y a reunirlos para la guerra , numerosos como la arena del mar.
Apocalipsis, XX, 7, 8.

Aparecen representaciones de Gog en los Beatos de El Escorial y de Facundo.
La transliteración del nombre hebreo Gog en el idioma acadio y sumerio es Gugu y Gug respectivamente y tiene varios significados, entre ellos: tinieblas, techo, jefe, alto y con el prefijo Ma, lugar alto o tierra tenebrosa de donde vienen los escitas.